# دیو کلارک (بازیکن فوتبال اهل انگلستان)
دیو کلارک (انگلیسی: Dave Clarke؛ زادهٔ ۲۴ ژوئیهٔ ۱۹۴۹) بازیکن فوتبال اهل بریتانیا است.
از باشگاه‌هایی که در آن بازی کرده‌است می‌توان به باشگاه فوتبال دونکستر راورز، باشگاه فوتبال بلیث اسپارتانس، باشگاه فوتبال دارلینگتون، باشگاه فوتبال گیتزهد، باشگاه فوتبال نیوکاسل یونایتد، و باشگاه فوتبال ساوت شیلدز اشاره کرد.
وی همچنین در تیم سی فوتبال ملی انگلیس بازی کرده‌است.